# Mario Sobrero
Mario Sobrero (Torino, 10 luglio 1883 – Roma, 7 giugno 1948) è stato un giornalista e scrittore italiano.

## Biografia
Laureatosi in legge all'università di Torino, fu per molti anni inviato della Gazzetta del Popolo. Si affermò come scrittore con il romanzo Violetta di Parma (1920).
Fratello del pittore Emilio Sobrero.

## Opere
- Violetta di Parma (1920)
- Pietro e Paolo (1924)
- Le impressioni di Roma (1932)
- Di padre in figlio (1938)